# Münterburg

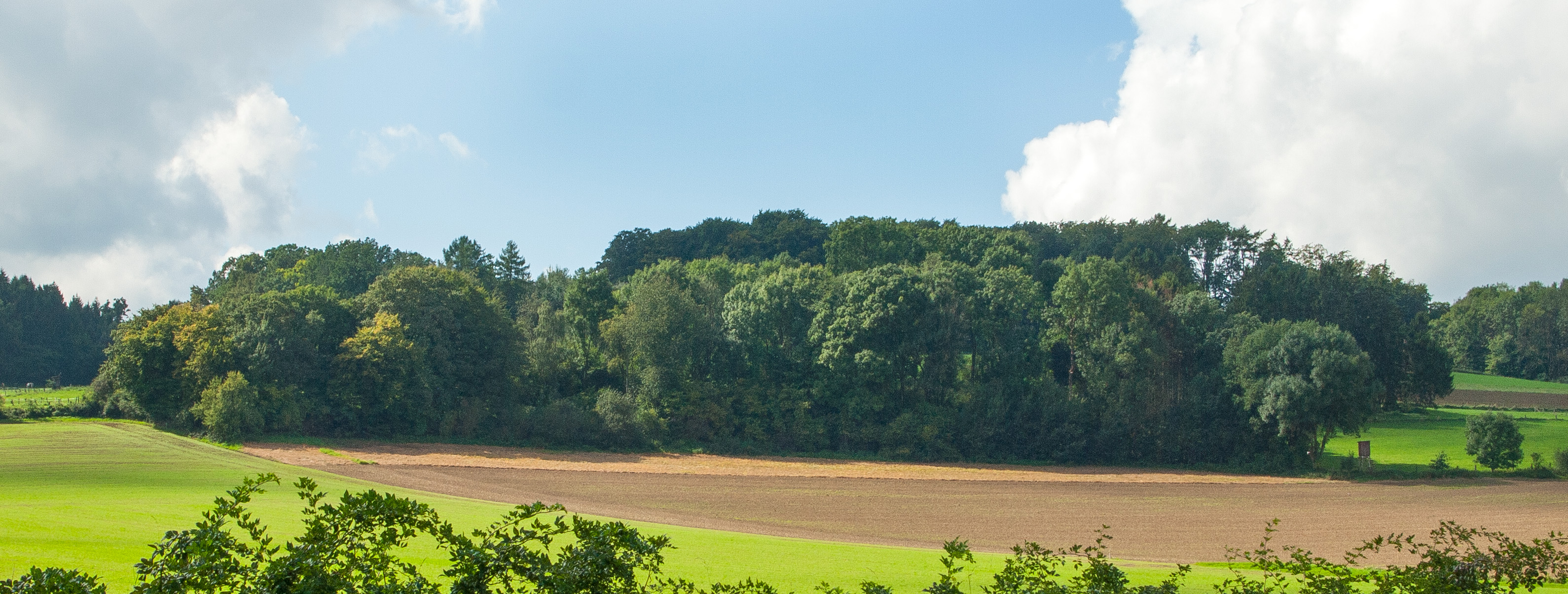
Landschaftsschutzgebiet Wald- und Wiesenkomplex Münterburg

Die Münterburg ist eine 228 m hohe Anhöhe in Kachtenhausen-Wellentrup, einem Ortsteil der Stadt Lage im Kreis Lippe in Nordrhein-Westfalen. Die Anhöhe befindet sich auf einem dem Teutoburger Wald nördlich vorgelagerten Muschelkalkrücken und wurde in früheren Zeiten auch Calenberg genannt. Auf der Münterburg befindet sich das ca. 76,7 ha große Landschaftsschutzgebiet Wald- und Wiesenkomplex Münterburg.
Über die Herkunft des Flurnamens Münterburg ist nichts bekannt. "Muntburg" bedeutet im Althochdeutschen ‚Schutzburg‘. Für eine solche Schutzburganlage sind aber bislang keine Nachweise gefunden worden. Nach Ansicht von Ludwig Hölzermann soll sich in früheren Zeiten eine Hochwarte an dieser Stelle befunden haben. Archäologische Grabungen an dieser Stelle erfolgten bisher nicht.
In der näheren Umgebung befinden sich eine Reihe von Hügelgräbern, die als Bodendenkmal unter Schutz stehen. 2004 wurden von der Frühgeschichtsprofessorin Eva Stauch auf der Münterburg Breitklingen aus Feuerstein gefunden. Sie dürften ins dreizehnte Jahrtausend vor Christus gehören und gelten damit als bislang ältester Nachweis für die menschliche Besiedlung der Gegend.